# 清醒夢
清醒夢（英語：lucid dream）是在做夢時保持清醒的狀態，又稱作清明夢。清醒夢跟白日夢不同，清醒夢是做夢者於睡眠狀態中保持意識清醒；白日夢則是做夢者於清醒狀態中進行冥想或幻想，而不進入睡眠狀態中。清醒夢一詞首先由荷蘭醫生霭覃在1913年提出。在清醒夢的狀態下，做夢者可以在夢中擁有清醒時的思考和記憶能力，部份人甚至可以使自己的夢境中的感覺真實得跟現實世界無異，但卻知道自己身處夢中，清醒夢者亦能記憶大部分各個不同清醒夢之世界與情境。
从事清醒梦的科学研究的美国心理生理学家斯蒂芬·拉伯格将清醒梦定义为「知道自己在做梦时做的梦」。

## 科學研究
不少的大學對於清醒夢的技巧及影響進行持續的研究，也有一些如斯蒂芬·拉伯格的The Lucidity Institute等獨立機構進行同樣的研究。到目前為止，無任何已知情況顯示清醒夢會對人類生理或心理上構成損害。然而，要分辨究竟清醒夢會否阻止人從正常睡夢中得到好處也是十分困難的。
第一本承認清醒夢獨特及具科學研究潛質的書是西莉亚·格林1968年的《清醒梦》（Lucid Dreams）。回顧過去文獻及他的新實驗數據，西莉亚·格林分析了這些清醒夢的主要特徵，並下結論認為它們是跟傳統正常的夢並不一樣的種類。她預言它們跟快速動眼期有關。西莉亚·格林也是第一個把清醒夢與假清醒連繫起來的人。
清醒夢科學上的首個支持在1970年代晚期由英國超心理學家基思·赫恩（Keith Hearne）提出，自願參與實驗的艾伦·沃斯利（Alan Worsley）以眼球運動訊號在多重睡眠電圖儀器中標出清醒夢開始的時候。哲學家诺曼·马尔科姆1959年的議題《夢》中質疑這種方法的準確性，但這實驗證明了在現實中可以做到的行為在清醒夢中同樣可以做到。史丹佛大學的斯蒂芬·拉伯格曾在他的博士論文中再度進行類似的實驗。有趣的是，拉伯格對於赫恩和沃斯利之前類似的實驗並無認識，可能由於赫恩沒有公開他的研究結果有關。

## 文化人類學、心理學研究
美国心理學家基爾頓‧史都華（Kilton Stewart）博士與同伴帕特‧儂（Pat Noone）在探訪馬來西亞半島上的Temiar Senoi部落時，發現該地尚處於未開化的原住民們，有一種使自己作清醒夢的技巧，而他將此項發現於1935年公開。史都華博士描述部落的造夢者作清醒夢時，感到「快樂、遠離疾病」，之後Temiar Senoi部落住民的清醒夢技巧，即被運用於心理治療上，稱為「Temiar Senoi技巧」（Temiar Senoi Technique）。
一些美國學者在五、六零年代展開Temiar Senoi技巧的研究，但該技巧的學術信度及效度受到不少質疑，之後1960年代，威廉·多姆霍夫對該技巧有嚴厲的批評，他描述該技巧的步驟（當然，必須確認你在夢中已處於明晰之狀態）為：
1. 總是在你的夢中想像對抗和征服危險。
2. 並將情境帶往愉悅的經驗。
3. 讓你的夢擁有積極而富創造力的結果。

1990年後，美國加州的荣格-塞诺伊研究所（Jungian-Senoi Institute）認為此方法有強大的應用力，並持續研究。

## 過去敍述
縱使在過去幾十年以來它才獲得公眾的注意，清醒夢並非一個近代的發現。
- 就有關古代以色列舊約雅歌5章2節中有否提及到清醒夢一事，現在就在爭議當中。
- 目前所知最早有關清醒夢的書面記載在公元五世紀，那是聖奧古斯丁在415年所寫的一封信。[4]
- 早至八世紀，藏傳佛教徒就盛行練習一種認為可以在睡夢中保持完全清醒狀態的瑜伽。[5]

## 實現及承認
虽然清醒夢的实现需要条件且有一定技巧，但很多人報告他們在生活中发生過清醒夢，而且不少在童年时期中發生。即使在有訓練的前提下，在固定基礎上實現清醒夢依旧很困難，也並不常見。縱使有著這些困難，有意圖地實現清醒夢的技巧已經有了一定發展。有人天生就會清醒夢，可能是多夢症，幾乎每天都會做，但是有時會忘記，多半只要回想就會記得，夢裡很常發生不合邏輯的行為，或是跑去與很多夢裡的人物聊天，各種事情都會發生，其中對天文學家有趣的是，如果在夢中想要去宇宙探險，有很高的機率會成功。

## 其它有關現象
- 快速眼球轉動（REM）

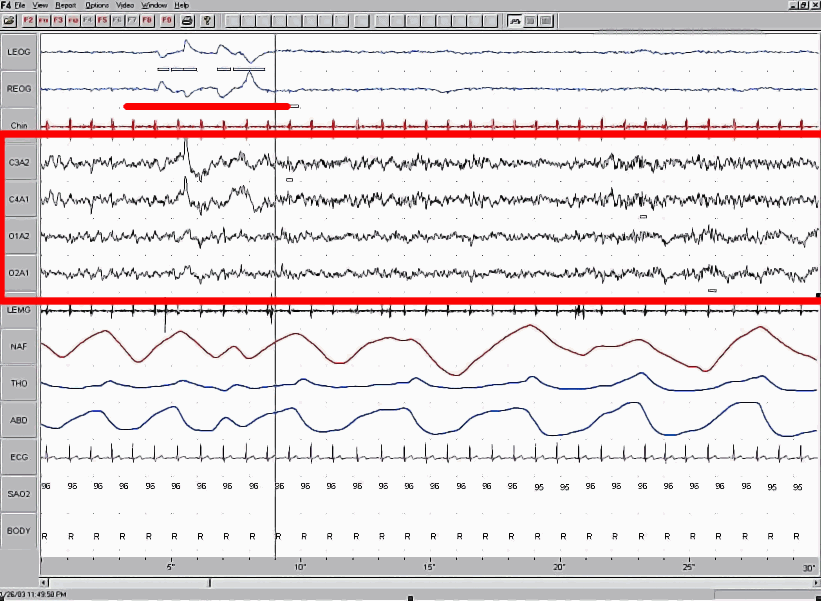
快速動眼期。紅格包圍著腦電圖（EEG），紅線所標記的部分為眼球運動。

- 假清醒：假清醒現象發生時，造夢者會突然夢到自己從睡眠中醒過來。通常在假清醒夢境中出現的房間，跟造夢者真正身處的房間是相同的。假如造夢者獲得了清醒狀態，他很多時候會相信自己已經不再在夢中，並開始離開該房間。由於造夢者實際上仍身處夢中，這個現象被稱為「假清醒」。很多時候這是清醒夢的一個後續，因為人們在夢中失去了警覺性，但假如造夢者進行了現實測試，那他很快會獲得清醒狀態。有寫夢誌的人會因為這種現象而重複記下這個夢很多次。
- 睡眠麻痺：睡眠癱瘓症（sleep paralysis）又稱睡癱、睡眠麻痹，在中國民間也把此類癥狀叫做「鬼壓身」、「鬼壓床」。此類癥狀被醫學認為是一種疾病。

## 外部連結
- Fandom上的更多相关：Lucid dreaming